# Nikolai Nikolajewitsch Kolatschewski

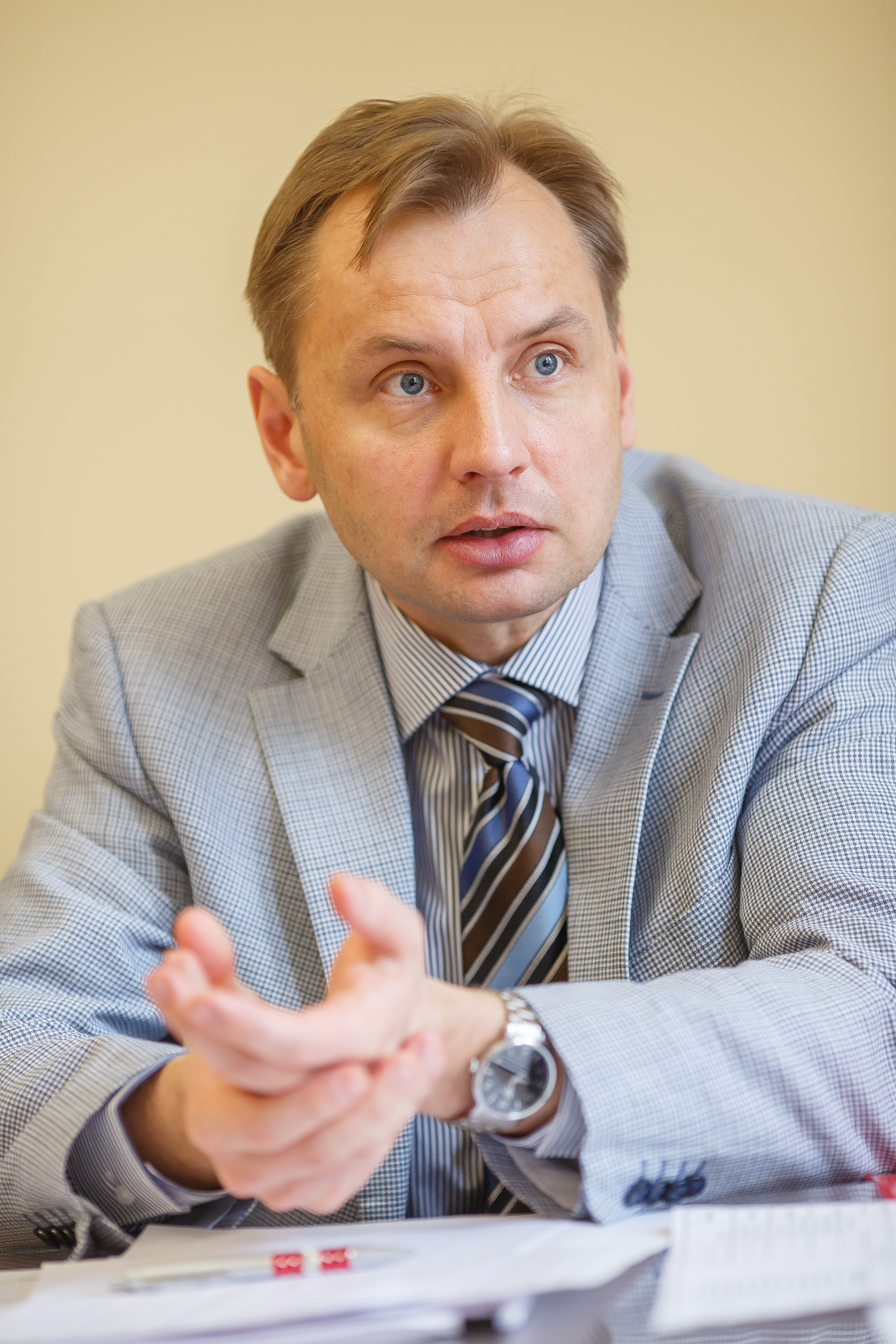
Nikolai Kolatschewski

Nikolai Nikolajewitsch Kolatschewski (russisch Николай Николаевич Колачевский; * 2. Februar 1972 in Dolgoprudny) ist ein russischer Physiker und Hochschullehrer.

## Leben
Kolatschewskis Eltern sind der Physik-Professor des Moskauer Instituts für Physik und Technologie (MFTI) Nikolai Nikolajewitsch Kolatschewski (* 1929) und die Physikerin Wera Wjatscheslawowna Kolatschewskaja.
Kolatschewski studierte am MFTI in der Fakultät für Allgemeine und Angewandte Physik mit Abschluss am Lehrstuhl für Quantenradiophysik 1994. 1997 verteidigte er mit Erfolg seine Dissertation über die spektroskopische Untersuchung der Komponenten einer Mehrschicht-Röntgenoptik mit einer Laser-Plasma-Strahlungsquelle für die Promotion zum Kandidaten der physikalisch-mathematischen Wissenschaften.
Seit 1997 arbeitet Kolatschewski als wissenschaftlicher Mitarbeiter des Lebedew-Instituts für Physik (FIAN) mit stetigem Aufstieg zum wissenschaftlicher Chefmitarbeiter (2013). Daneben war er Assistent im MFTI am Lehrstuhl für Funktechnik (1997–1998) und am Lehrstuhl für Strahlenphysik (2004). Er entwickelte eine neue Laser-Methode zum Bau eines Polarisators für thermische Neutronen, die vom Vereinigten Institut für Kernforschung in Dubna benutzt wurde. Mit seiner neuen optischen Methode konnte die Hyperfeinstruktur von wasserstoffähnlichen Atomen genauer vermessen und die quantenelektrodynamische Beschreibung der gekoppelten Zustände korrigiert werden. Erstmals gelang ihm die Laserkühlung von Thuliumatomen auf 10 Mikrokelvin, was wichtig für den Bau hochpräziser Atomuhren war. Er realisierte neue Prinzipien zur Frequenzstabilisierung von Lasern, die zu kompakten abstimmbaren Lasern mit weniger als 1 Hz Linienbreite führten.
2006 verteidigte Kolatschewski mit Erfolg seine Doktor-Dissertation über kohärente Laserspektroskopie von Wasserstoff- und Rubidium-Atomen für die Promotion zum Doktor der physikalisch-mathematischen Wissenschaften. 2011 wurde er zum Korrespondierenden Mitglied der Russischen Akademie der Wissenschaften (RAN) gewählt.
Kolatschewski wurde 2014 zum Wissenschaftlichen Vizedirektor des FIAN ernannt. Im selben Jahr wurde er Professor des Lehrstuhls Nr. 78 der Nationalen Forschungsuniversität für Kerntechnik „MIFI“. 2015 wurde er als Nachfolger des Direktors Gennadi Andrejewitsch Mesjaz zum Direktor des FIAN gewählt. Mit seinen zahlreichen Veröffentlichungen wurde sein h-Index h=19.
Am 30. Oktober 2019 wurde Kolatschewski in einer großen Aktion festgenommen, in seinem Büro im FIAN sechs Stunden lang verhört und mit der Verpflichtung freigelassen, den Ort nicht zu verlassen. Sein Büro im FIAN und seine Wohnung wurden durchsucht aufgrund des Verdachts ungesetzlicher Geschäftstätigkeiten der Firma Trioptiks, die Räume des FIAN gemietet hatte. Beweise wurden nicht gefunden. Eine Erklärung Kolatschewskis wurde von dem Politologen Alexei Wladimirowitsch Makarkin veröffentlicht, und Kolatschewski schickte einen Aufruf an die Mitglieder der Physik-Abteilung der RAN. Am 5. November 2019 veröffentlichte der Wissenschaftliche Rat des FIAN eine Erklärung, in der die rufschädigende Aktion beklagt und dem Direktor Kolatschewski Solidarität und Unterstützung zugesichert wurde.